# Andowiak pstroogonowy
Andowiak pstroogonowy (Thomasomys caudivarius) – gatunek ssaka z podrodziny bawełniaków (Sigmodontinae) w obrębie rodziny chomikowatych (Cricetidae).

## Zasięg występowania
Andowiak pstroogonowy występuje na zboczu zachodnich Andów od środkowego Ekwadoru do północnego Peru; zapisy z północno-zachodniego Ekwadoru wymagają potwierdzenia.

## Taksonomia
Gatunek po raz pierwszy zgodnie z zasadami nazewnictwa binominalnego opisał w 1923 roku amerykański teriolog i paleontolog Harold Elmer Anthony nadając mu nazwę Thomasomys caudivarius. Holotyp pochodził z Taraguacochy, w Cordillera de Chilla, na wysokości 10 750 ft (3277 m), w prowincji El Oro, w Ekwadorze. 
Zmienność morfologiczna występująca między populacjami T. caudivarius sugeruje, że może to być gatunek politypowy. Autorzy Illustrated Checklist of the Mammals of the World uznają ten takson za gatunek monotypowy.

### Etymologia
- Thomasomys: Oldfield Thomas (1858–1929), brytyjski zoolog, teriolog; gr. μυς mus, μυος muos „mysz”[7].
- caudivarius: łac. cauda „ogon”[8]; varius „różny, różnorodny, barwny”[9].

## Morfologia
Długość ciała (bez ogona) 99–125 mm, długość ogona 141–163 mm, długość ucha 15–19 mm, długość tylnej stopy 28–31 mm; brak danych dotyczących masy ciała. 

## Ekologia
Zamieszkuje las mglisty na wysokości między 2500 a 3350 m n.p.m.. Gatunek żyjący na ziemi

## Populacja
Gatunek słabo rozpowszechniony.

## Zagrożenia
Główne zagrożenia to wylesianie, fragmentacja siedliska, i rolnictwo.